# Christoph von Kesselstatt
Reichsgraf Christoph von Kesselstatt (* 30. August 1757 in Trier; † 12. September 1814 in Paderborn) war Domherr in Eichstätt, Hildesheim und Münster sowie Domherr und Domdechant in Paderborn.

## Leben

### Herkunft und Familie
Die Adelsfamilie von Kesselstatt stammte ursprünglich aus dem hessischen Raum, dessen gleichnamiges Stammhaus bei Kesselstadt lag. Im 13. und 14. Jahrhundert kam sie in den Raum Trier und brachte zahlreiche Persönlichkeiten hervor, die in Kirche und Staat wichtige Positionen innehatten. Christoph wurde als Sohn des Landhofmeisters Hugo Kasimir Edmund von Kesselstatt (1727–1796) und seiner Gemahlin Elisabeth Freiin von Katzenelnbogen geboren. Sein Urgroßvater Johann Eberhard (* 1621, Bau des Schlosses Föhren 1663) hatte Anna Antonette von Orsbeck geheiratet. Sie war eine Schwester des Fürstbischofs Johann Hugo von Orsbeck. Nach dessen Tod im Jahre 1711 erhielt Johann Eberhard vom Erbe seiner Frau große Besitztümer und kam zu großem Ansehen.
Christoph hatte 13 Geschwister:
- Franz Ludwig Hyazinth (1753–1841, Mainzer Domkapitular und Maler)
- Johann Philipp (1754–1828, Propst in Karden/Mosel)
- Friedrich (1755–1780)
- Karl (1756–1829)
- Isabella Sophia (1758–1789)
- Josef Emmerich (1759–1762)
- Clara Philippine (1760–1819, ⚭ Johann Josef Heinrich von Thünnefeld, Trierscher Kammerherr)
- Johann Hugo (1761–1762)
- Maria Anna (1763–1825)
- Edmund Jodocus Willibald (1765–1840, römisch-katholischer Geistlicher)
- Sophia (1767–1767)
- Clemens Wenzeslaus (1768–1822)
- Kunigunde (1773–1793)

### Werdegang und Wirken
Im Alter von zwölf Jahren erhielt Christoph 1769 eine Dompräbende in Halberstadt und am 9. Januar 1773 wurde er Domherr in Eichstätt, wo er im Dezember 1778 verzichtete.
In den Jahren 1773 bis 1774 studierte er in Wien und im Anschluss daran in Reims. Die Dompräbende in Hildesheim erhielt er im Jahre 1774 und durch päpstlichen Zuspruch im Jahre 1789 eine Präbende in Paderborn. Durch den Verzicht des Domherrn von Hoensbrock kam er im Jahre 1798 in den Besitz einer Präbende in Münster. 1801 hielt er sich im Auftrage des Paderborner Domkapitels in diplomatischer Mission in Wien auf. Christoph wurde am 5. August 1802 zum Paderborner Domdechanten gewählt. Hier starb er am 28. Dezember 1814 und hinterließ eine wertvolle Bibliothek.